# Істочка-Река
Істо́чка-Ре́ка (мак. Источка Река) — річка в Північній Македонії. Витоки розташовані на східному схилі гори Істок, що на захід від міста Ресен. Довжина річки бл. 30 км. 
Впадає в Преспанське озеро (велике). Вода з річки проведена до села Царев Двор. 